# Korać Cup
De Korać Cup was een basketbalcompetitie. De Korać Cup werd in 1972 voor het eerst gehouden door FIBA Europe. Na de FIBA European Champions Cup, die voor het eerst werd gespeeld in 1957, en de European Cup Winners' Cup, die in 1966 in première ging, was het de derde Europese competitie voor herenclubteams.
Het idee van FIBA was om een Europa Cup te introduceren, waaraan ook teams kunnen deelnemen die zich niet konden kwalificeren voor de European Champions Cup of de European Cup Winners' Cup. Met het besluit om deze wedstrijd de Korać Cup te noemen, eerde FIBA de Joegoslavische basketballer Radivoj Korać, die in 1969 op 30-jarige leeftijd omkwam bij een auto-ongeluk.
De competitie vestigde zich al snel als de tweede kracht in Europese competities en werd gedomineerd door Joegoslavische en Italiaanse teams in de eerste jaren, voordat Franse en Spaanse teams het toernooi domineerden in de jaren tachtig. In de jaren 90 wonnen twee Griekse en een Turkse club de beker.
De laatste editie van de Korać Cup vond plaats in het seizoen 2001/02. De ULEB startte twee nieuwe Europese competities, waarna de FIBA stopte met de Korać Cup en een nieuwe Europa Cup competitie oprichtte met de EuroCup Challenge. Sindsdien heeft de Servische Basketball Association zijn nationale clubbeker hernoemd als de Radivoj Korać Cup. FIBA Europe en de Servische Bond besloten in 2011 ook dat de beker van de vorige winnaar vanaf 2012 zou worden uitgereikt aan de winnaar van de Servische bekercompetitie.
De trofee werd in totaal 31 keer gespeeld en was te winnen door 19 verschillende clubs. Met 10 titels is Italië het meest succesvolle land in de Korać Cup. Met Pallacanestro Cantù is het ook de recordwinnaar (4 titels).

## Winnaars van de Korać Cup
| Jaar | Plaats       | Winnaar                     | Uitslag                        | Tegenstander              |                                                | 3e                                             | Uitslag                                        | 4e |
| ---- | ------------ | --------------------------- | ------------------------------ | ------------------------- | ---------------------------------------------- | ---------------------------------------------- | ---------------------------------------------- | -- |
| 1972 | -            | Lokomotiva Zagreb           | 165 - 156 (83-71 / 94-73)      | OKK Belgrado              | Standard Luik Olympique d'Antibes              | Standard Luik Olympique d'Antibes              | Standard Luik Olympique d'Antibes              |    |
| 1973 | -            | Forst Cantù                 | 191 - 169 (106-75 / 94-85)     | Maes Pils Mechelen        | Filomatic Picadero FC Barcelona                | Filomatic Picadero FC Barcelona                | Filomatic Picadero FC Barcelona                |    |
| 1974 | -            | Forst Cantù                 | 174 - 154 (99-86 / 68-75)      | KK Partizan               | ASVEL Lyon-Villeurbanne Jugoplastika Split     | ASVEL Lyon-Villeurbanne Jugoplastika Split     | ASVEL Lyon-Villeurbanne Jugoplastika Split     |    |
| 1975 | -            | Forst Cantù                 | 181 - 154 (69-71 / 110-85)     | FC Barcelona              | KK Partizan Brina Rieti                        | KK Partizan Brina Rieti                        | KK Partizan Brina Rieti                        |    |
| 1976 | -            | Jugoplastika Split          | 179 - 166 (97-84 / 82-82)      | Chinamartini Torino       | Sinudyne Bologna Juventut Schweppes Badalona   | Sinudyne Bologna Juventut Schweppes Badalona   | Sinudyne Bologna Juventut Schweppes Badalona   |    |
| 1977 | Genève       | Jugoplastika Split          | 87 - 84                        | Alco Bologna              | IBP Stella Azzurra Roma AS Berck               | IBP Stella Azzurra Roma AS Berck               | IBP Stella Azzurra Roma AS Berck               |    |
| 1978 | Banja Luka   | KK Partizan                 | 117 - 110 (OT)                 | Bosna Sarajevo            | Juventut Freixenet Badalona Cinzano Milano     | Juventut Freixenet Badalona Cinzano Milano     | Juventut Freixenet Badalona Cinzano Milano     |    |
| 1979 | Belgrado     | KK Partizan                 | 108 - 98                       | Arrigoni Rieti            | Jugoplastika Split Cotonificio Badalona        | Jugoplastika Split Cotonificio Badalona        | Jugoplastika Split Cotonificio Badalona        |    |
| 1980 | Luik         | Arrigoni Rieti              | 76 - 71                        | Cibona Zagreb             | Jugoplastika Split Hapoel Tel Aviv             | Jugoplastika Split Hapoel Tel Aviv             | Jugoplastika Split Hapoel Tel Aviv             |    |
| 1981 | Barcelona    | Freixenet Joventut Badalona | 105 - 104 (OT)                 | Carrera Venezia           | Rode Ster Belgrado Dinamo Moskou               | Rode Ster Belgrado Dinamo Moskou               | Rode Ster Belgrado Dinamo Moskou               |    |
| 1982 | Padua        | Limoges CSP                 | 90 - 84                        | KK Šibenka                | KK Zadar Rode Ster Belgrado                    | KK Zadar Rode Ster Belgrado                    | KK Zadar Rode Ster Belgrado                    |    |
| 1983 | West-Berlijn | Limoges CSP                 | 94 - 86                        | KK Šibenka                | Dinamo Moskou KK Zadar                         | Dinamo Moskou KK Zadar                         | Dinamo Moskou KK Zadar                         |    |
| 1984 | Parijs       | Élan béarnais Orthez        | 97 - 73                        | Rode Ster Belgrado        | Olympique d'Antibes CAI Zaragoza               | Olympique d'Antibes CAI Zaragoza               | Olympique d'Antibes CAI Zaragoza               |    |
| 1985 | Brussel      | Simac Milano                | 91 - 78                        | Ciao Crem Varese          | Rode Ster Belgrado Aris BC                     | Rode Ster Belgrado Aris BC                     | Rode Ster Belgrado Aris BC                     |    |
| 1986 | -            | Banco di Roma               | 157 - 150 (78-84 / 73-72)      | Mobilgirgi Caserta        | Olympique d'Antibes Divarese Varese            | Olympique d'Antibes Divarese Varese            | Olympique d'Antibes Divarese Varese            |    |
| 1987 | -            | FC Barcelona                | 203 - 171 (106-85 / 86-97)     | Limoges CSP               | Mobilgirgi Caserta CAI Zaragoza                | Mobilgirgi Caserta CAI Zaragoza                | Mobilgirgi Caserta CAI Zaragoza                |    |
| 1988 | -            | Real Madrid                 | 195 - 183 (102-89 / 94-93)     | Cibona Zagreb             | Rode Ster Belgrado Hapoel Tel Aviv             | Rode Ster Belgrado Hapoel Tel Aviv             | Rode Ster Belgrado Hapoel Tel Aviv             |    |
| 1989 | -            | KK Partizan                 | 177 - 171 (89-76 / 101-82)     | Wiwa Vismara Cantù        | KK Zadar Philips Milano                        | KK Zadar Philips Milano                        | KK Zadar Philips Milano                        |    |
| 1990 | -            | Ram Joventut Badalona       | 195 - 184 (98-99 / 96-86)      | Scavolini Pesaro          | Bosna Sarajevo CSKA Moskou                     | Bosna Sarajevo CSKA Moskou                     | Bosna Sarajevo CSKA Moskou                     |    |
| 1991 | -            | Shampo Clear Cantù          | 168 - 164 (71-73 / 95-93) (OT) | Real Madrid Otaysa        | FC Mulhouse Basket Montigalà Joventut          | FC Mulhouse Basket Montigalà Joventut          | FC Mulhouse Basket Montigalà Joventut          |    |
| 1992 | -            | Il Messaggero Roma          | 193 - 180 (94-94 / 86-99)      | Scavolini Pesaro          | Fórum Filatélico Valladolid Shampo Clear Cantù | Fórum Filatélico Valladolid Shampo Clear Cantù | Fórum Filatélico Valladolid Shampo Clear Cantù |    |
| 1993 | -            | Philips Milano              | 201 - 181 (90-95 / 106-91)     | Il Messaggero Roma        | Shampo Clear Cantù FC Barcelona Banca Catalana | Shampo Clear Cantù FC Barcelona Banca Catalana | Shampo Clear Cantù FC Barcelona Banca Catalana |    |
| 1994 | -            | PAOK Saloniki               | 175 - 157 (75-66 / 91-100)     | Stefanel Trieste          | Cáceres CB Recoaro Milano                      | Cáceres CB Recoaro Milano                      | Cáceres CB Recoaro Milano                      |    |
| 1995 | -            | Alba Berlin                 | 172 - 166 (87-87 / 85-79)      | Stefanel Milano           | Chipita Panionios Élan béarnais Pau-Orthez     | Chipita Panionios Élan béarnais Pau-Orthez     | Chipita Panionios Élan béarnais Pau-Orthez     |    |
| 1996 | -            | Efes Pilsen SK              | 146 - 145 (76-68 / 77-70)      | Stefanel Milano           | Teamsystem Bologna ASVEL Lyon-Villeurbanne     | Teamsystem Bologna ASVEL Lyon-Villeurbanne     | Teamsystem Bologna ASVEL Lyon-Villeurbanne     |    |
| 1997 | -            | Aris BC                     | 154 - 147 (66-77 / 70-88)      | Tofaş BK                  | Benetton Treviso MKS Znicz Basket Pruszków     | Benetton Treviso MKS Znicz Basket Pruszków     | Benetton Treviso MKS Znicz Basket Pruszków     |    |
| 1998 | -            | Mash Jeans Verona           | 141 - 138 (68-74 / 64-73)      | Rode Ster Belgrado        | Calze Pompea Roma Cholet Basket                | Calze Pompea Roma Cholet Basket                | Calze Pompea Roma Cholet Basket                |    |
| 1999 | -            | FC Barcelona                | 174 - 163 (93-77 / 97-70)      | Adecco Estudiantes Madrid | Panionios BC Sunair Oostende                   | Panionios BC Sunair Oostende                   | Panionios BC Sunair Oostende                   |    |
| 2000 | -            | Limoges CSP                 | 131 - 118 (80-58 / 60-51)      | Unicaja Málaga            | Casademont Girona Adecco Estudiantes Madrid    | Casademont Girona Adecco Estudiantes Madrid    | Casademont Girona Adecco Estudiantes Madrid    |    |
| 2001 | -            | Unicaja Málaga              | 148 - 116 (77-47 / 69-71)      | KK Hemofarm               | Ricoh Astronauts Athlon Ieper                  | Ricoh Astronauts Athlon Ieper                  | Ricoh Astronauts Athlon Ieper                  |    |
| 2002 | -            | SLUC Nancy Basket           | 172 - 167 (98-72 / 95-74)      | Lokomotiv Mineralnye Vody | Pivovarna Laško Maroussi Telestet              | Pivovarna Laško Maroussi Telestet              | Pivovarna Laško Maroussi Telestet              |    |

## Winnaars aller tijden

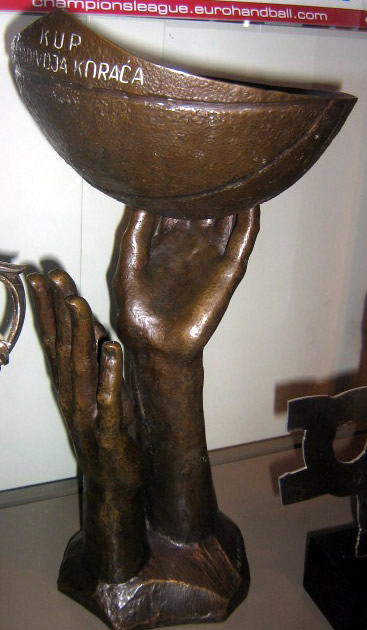
Korać Cup.

| Cups | Club                  | In:                    |
| ---- | --------------------- | ---------------------- |
| 4    | Shampo Clear Cantù    | 1973, 1974, 1975, 1991 |
| 3    | KK Partizan           | 1978, 1979, 1989       |
| 3    | Limoges CSP           | 1982, 1983, 2000       |
| 2    | Jugoplastika Split    | 1976, 1977             |
| 2    | Ram Joventut Badalona | 1981, 1990             |
| 2    | Philips Milano        | 1985, 1993             |
| 2    | Il Messaggero Roma    | 1986, 1992             |
| 2    | FC Barcelona          | 1987, 1999             |
| 1    | Lokomotiva Zagreb     | 1972                   |
| 1    | Arrigoni Rieti        | 1980                   |
| 1    | Élan béarnais Orthez  | 1984                   |
| 1    | Real Madrid           | 1988                   |
| 1    | PAOK Saloniki         | 1994                   |
| 1    | Alba Berlin           | 1995                   |
| 1    | Efes Pilsen SK        | 1996                   |
| 1    | Aris BC               | 1997                   |
| 1    | Riello Mash Verona    | 1998                   |
| 1    | Unicaja Málaga        | 2001                   |
| 1    | SLUC Nancy Basket     | 2002                   |

## Per land
| Cups | x clubs | Land        |
| ---- | ------- | ----------- |
| 10   | 5       | Italië      |
| 6    | 4       | Spanje      |
| 6    | 3       | Joegoslavië |
| 5    | 3       | Frankrijk   |
| 2    | 2       | Griekenland |
| 1    | 1       | Duitsland   |
| 1    | 1       | Turkije     |